# 도담삼봉
도담삼봉(島潭三峰)은 충청북도 단양군에 있는 명승지이며 고생대 조선 누층군 흥월리층으로 구성된 단양국가지질공원의 지질유산이다. 「단양 도담삼봉(丹陽 島潭三峰)」은 절경이 특이하고 아름다워 단양팔경 중 으뜸으로 손꼽히며 단양군수를 지낸 이황을 비롯하여 황준량, 홍이상, 김정희, 김홍도, 이방운 등이 많은 시와 그림을 남긴 곳이다.
이곳에는 조선시대 개국공신인 정도전 탄생에 관련한 설화가 전해 내려오는데 정도전은 자신을 삼봉이라 자호할 정도로 이곳을 사랑했다고 전한다.
도담삼봉은 석회암 카르스트 지형이 만들어낸 원추 모양의 봉우리로 남한강이 휘돌아 이룬 깊은 못에 크고 높은 장군봉을 중심으로 고생대 오르도비스기의 퇴적암 지층 조선 누층군 흥월리층으로 구성된 세 개의 봉우리가 우뚝 솟아 그 형상이 기이하고 아름다우며 남한강과 어우러져 뛰어난 절경을 보여주고 있다.
이곳은 조선 개국공신 정도전이 자신의 호를 삼봉이라 할 만큼 젊은 시절을 이곳에서 청유하였다 한다. 삼봉은 원래 강원도 정선군의 삼봉산이 홍수 때 떠내려와 지금의 도담삼봉이 되었으며, 그 이후 매년 단양에서는 정선군에 세금을 내고 있었는데 어린 소년 정도전이 '우리가 삼봉을 정선에서 떠 내려오라 한 것도 아니요, 오히려 물길을 막아 피해를 보고 있어 아무 소용이 없는 봉우리에 세금을 낼 이유가 없으니 필요하면 도로 가져가라'고 한 뒤부터 세금을 내지 않게 되었다는 이야기가 전해지고 있다.

## 같이 보기
- 정도전

## 참고 문헌
- 단양 도담삼봉 - 국가유산청 국가유산포털
- 이 문서에는 다음커뮤니케이션(현 카카오)에서 GFDL 또는 CC-SA 라이선스로 배포한 글로벌 세계대백과사전의 내용을 기초로 작성된 글이 포함되어 있습니다.